# Parafia Najświętszego Serca Pana Jezusa w Easthampton
Parafia Najświętszego Serca Pana Jezusa w Easthampton (ang. Sacred Heart of Jesus Parish) – parafia rzymskokatolicka położona w Easthampton, Massachusetts, Stany Zjednoczone.
Była ona jedną z wielu etnicznych, polonijnych parafii rzymskokatolickich w Nowej Anglii.
Nazwa parafii jest związana z kultem Najświętszego Serca Pana Jezusa.
Ustanowiona w 1909 roku.
Zamknięta 30 czerwca 2010

## Historia
„Johnny Appleseed” w polskich parafiach w zachodnim Massachusetts, powiedział ks. Władysław Kiełbasinski, w dniu 10 listopada 1907, podczas odprawiania mszy św. w ratuszu Easthampton, nawiązując do pierwszej kolekty, 9.97 dolarów, jako początek funduszu na budową nowego kościoła.
18 listopada 1909, ks. Jan Mard zostaje pierwszym proboszczem nowej parafii.

31 sierpnia 1919 rozpoczęto naukę w nowej szkole pw. Najświętszego Serca Pana Jezusa.